# Пил під сонцем
Пил під сонцем (рос. Пыль под солнцем) — радянський художній фільм 1977 року, знятий кіностудією «Мосфільм» і Литовською кіностудією.

## Сюжет
Фільм про придушення заколоту в Симбірську, піднятого в 1918 році лівим есером Муравйовим, на той час командувачем Східним фронтом Червоної Армії. В операції брали участь голова симбірських більшовиків Йосип Варейкіс і командувач Першою армією Михайло Тухачевський.

## У ролях
- Тимофій Співак — Йосип Варейкіс, голова Самбірського губкому РКП (б), член Революційної військової ради і надзвичайний комендант Симбірська під час оборони міста від частин чехословацького корпусу
- Петро Вельямінов — Михайло Муравйов, командувач Східним фронтом Червоної армії
- Олександр Овчинников — Михайло Тухачевський, командувач 1-ю армією Східного фронту Червоної армії
- Геннадій Юхтін — Корній Семенович Потапов, чекіст Симбірського ВЧКа
- Володимир Заманський — Шитов, есер
- Світлана Пєнкіна — Анна Михайлівна Колесникова, секретар Варейкіса
- Антанас Шурна — Марюс, командир інтернаціональної бригади Червоної Армії
- Володимир Носик — Мєдвєдь, червоний командир
- Володимир Новиков — Банников, начальник особистої охорони Муравйова
- Микола Бармін — Микола Михайлович Прізванов, начальник штабу
- Олексій Ванін — Іванов, командувач Сибірської групи військ
- Вадим Вільський — Б. І. Белешін, комісар продовольства, призначений Муравйовим
- Володимир Гаєв — військовий спеціаліст
- Шавкат Газієв — Таїр, червоний командир
- Олександра Данилова — працівниця
- В. Ісаєв — епізод
- Валентина Кисельова — епізод
- Маяк Керімов — епізод
- Заза Колелішвілі — охоронець Муравйова
- Петро Крилов — червоний командир
- Галина Комарова — працівниця
- Володимир Козєлков — урядовець Муравйова
- Леван Логуа — Гоголічідзе, ад'ютант Муравйова
- Віктор Маркін — Іванов, начфін штабу Муравйова
- Альгімантас Мажуоліс — Абросімов, член Симбірського губкому РКП (б)
- Юрій Мартинов — Сергій Миколайович Ереті, командир Курського бронедівізіона Червоної армії
- Володимир Михайлов — епізод
- Сігітас Рачкіс — редактор, член Симбірського губкому РКП (б)
- Вітаутас Румшас — член Симбірського губкому РКП (б)
- Борис Романов — художник
- Галина Самохіна — працівниця
- Михайло Селютин — Іванов, автослюсар Курського бронедівізіона
- І. Скворцов — епізод
- Георгіос Совчіс — матрос
- Георгій Стельмахович — урядовець Муравйова
- Микола Сморчков — Гімов, голова губвиконкому
- Олександра Харитонова — працівниця
- Андрюс Шюша — Янек, шофер-поляк Варейкіса
- Борис Юрченко — матрос
- Віктор Яковлєв — військовий спеціаліст
- Юрій Щуцький — член Самбірського губкому РКП (б)
- Владас Багдонас — урядовець Муравйова
- Леонас Цюніс — урядовець Муравйова
- Кароліс Дапкус — А .С. Якубович, комісар закордонних справ, член уряду Муравйова
- Євген Марков — начальник служби зв'язку, урядовець Муравйова
- Вальдас Ятаутіс — Федя, червоний командир
- Микола Горлов — червоноармієць
- Володимир Гуляєв — червоноармієць
- Михайло Калинкін — червоноармієць
- Леонід Реутов — червоноармієць
- Віталій Кисельов — телеграфіст
- Юрій Леонідов — епізод
- Микола Манохін — епізод

## Знімальна група
- Режисер — Маріонас Гедріс
- Сценарист — Євген Котов
- Оператор — Йонас Томашявічюс
- Композитор — Вітаутас Баркаускас
- Художник — Леонід Платов